# Hải Lai A Mộc
Hải Lai A Mộc (giản thể: 海来阿木; phồn thể: 海來阿木; bính âm: Hǎilái Āhmù; sinh ngày 4 tháng 4 năm 1993) là một ca sĩ người Trung Quốc, dân tộc Lô Lô.

## Tiểu sử
Hải Lai A Mộc sinh ngày 4 tháng 4 năm 1993 tại Cam Lạc, Tứ Xuyên. Anh có hai em gái và hai em trai. Sau khi tốt nghiệp trung học, anh bỏ học. Năm 18 tuổi, anh một mình đến Thành Đô, thuê một tầng hầm, làm thêm tại một cửa hàng đồ ăn nhẹ vào ban ngày và làm ca sĩ thường trú tại một quán bar vào ban đêm. Sau đó, anh trở thành tài xế xe tải ở quê nhà và kết hôn.
Hải Lai A Mộc lần đầu tiên được công chúng chú ý vào năm 2013, khi anh tham gia cuộc thi tìm kiếm tài năng Chinese Idol mùa 1 của đài Oriental TV.
Năm 2020, các bài hát "Điềm ca đích nhân" và "Thiên sơn vạn thủy của em" của anh trở nên phổ biến trên internet và sau đó anh đã tích cực tham gia nhiều buổi tiệc tối và chương trình tạp kỹ âm nhạc quy mô lớn. Năm 2021, anh bắt đầu chuyến lưu diễn hòa nhạc toàn quốc đầu tiên của mình. Năm 2024, lần đầu tiên anh được mời trình diễn bài hát "Chi bằng hãy gặp nhau một lần" cùng với Thiện Y Thuần tại Đêm hội mùa Xuân CCTV. Tháng 5 năm 2024, anh tham gia chương trình Singer 2024 của Đài truyền hình Hồ Nam.

## Đời tư
Năm 2013, Hải Lai A Mộc ly hôn với vợ và con gái mới sinh Agojiqu đã qua đời do tắc ruột bẩm sinh. Năm 2014, anh kết hôn với Chen Lin khi thành lập ban nhạc "Reverse Time" tại quê nhà. Chen là một tay chơi bass.

## Danh sách đĩa nhạc

### Bài hát
- A quả cát khúc (阿果吉曲)
- Tây lâu nhi nữ (西楼儿女)
- Điềm ca đích nhân (点歌的人)
- Thiên sơn vạn thủy của em (你的万水千山)
- Tam sinh tam hạnh (三声三幸)
- Biệt tri kỉ (别知己)
- Năm mươi năm sau (五十年以后)
- Đời người như khúc ca (人生如歌)
- Yên vũ nhân gian (烟雨人间)
- Đến khiêu vũ (来跳舞)

## Chương trình truyền hình
| Năm  | Chương trình              | Tựa góc tiếng Trung | Tham khảo |
| ---- | ------------------------- | ------------------- | --------- |
| 2013 | Chinese Idol mùa 1        | 中国梦之声          |           |
| 2022 | The Treasured Voice mùa 3 | 天赐的声音          |           |
| 2024 | Singer 2024               | 歌手2024            |           |